# Planpincieux
La località di Planpincieux (pron. fr. AFI: [plɑ̃pɛ̃sjø]), situata nella Val Ferret, appartiene al comune di Courmayeur, da cui dista 4,34 chilometri.
A monte di Planpincieux si trova il ghiacciaio omonimo, mentre a valle scorre la Dora di Ferret, affluente della Dora Baltea.

## Rifugi e bivacchi

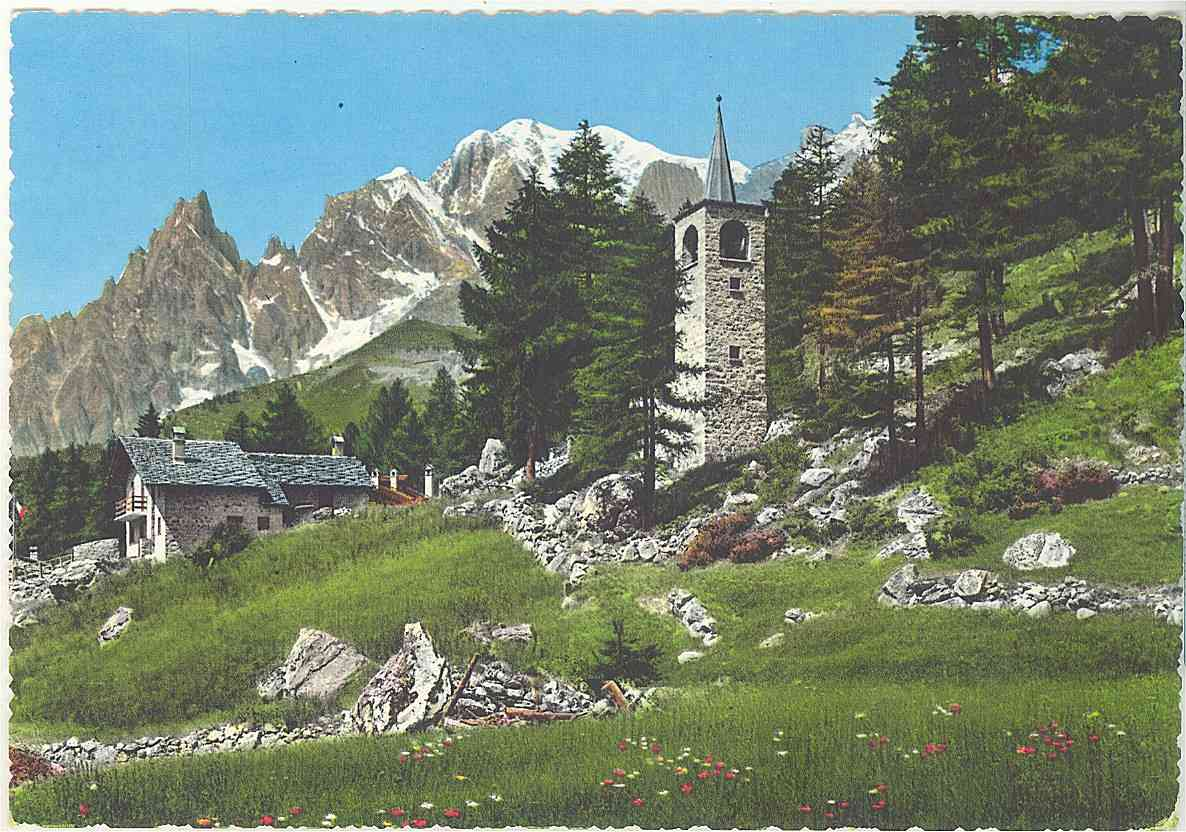
Cartolina postale della chiesa di Planpincieux con sullo sfondo il Monte Bianco

Planpincieux costituisce il punto di partenza per due rifugi:
- Rifugio Boccalatte, 2803 m s.l.m. - punto di partenza per le Grandes Jorasses.
- Bivacco Canzio, 3810 m s.l.m. - raggiungibile sia dal rifugio Boccalatte sia dal rifugio Torino, poco frequentato, è un punto d'appoggio sul colle delle Grandes Jorasses.

## Ascensioni
Planpincieux è il punto di partenza per la via normale, quella sud, delle Grandes Jorasses, oltre che per molte altre vette della stessa catena.